# Долно-Яболчиште
До́лно-Яболчи́ште (мак. Долно Јаболчиште) — село у Північній Македонії, у складі общини Чашка Вардарського регіону. До 2004 року село входило до складу общини Велес.
Населення — 718 осіб (перепис 2002) в 145 господарствах.